# FAO-Münzen

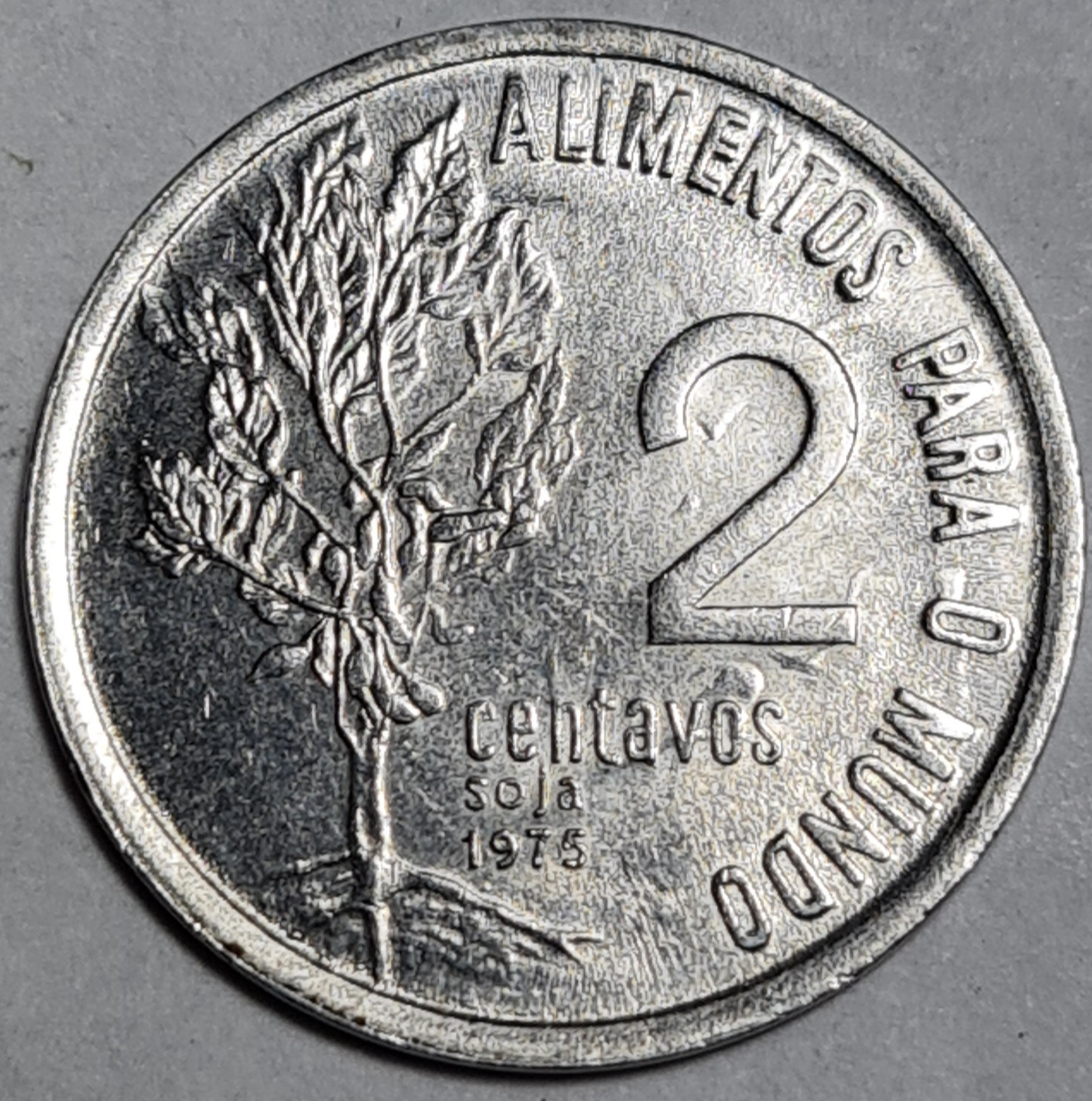
FAO Münze aus Brasilien, 1975

FAO-Münzen sind ein Münzprogramm der Ernährungs- und Landwirtschaftsorganisation (FAO). In Kooperation mit der FAO geben einzelne Staaten Sondermünzen heraus. Aus dem Erlös der Münzen wurden und werden Projekte der FAO finanziert. Die Münzen haben meist eher geringe Nominale, tragen zumeist die Aufschrift „FAO“ und Aufforderungen zur Steigerungen der Nahrungsmittelproduktion und zeigen in der Regel landwirtschaftliche Motive.
Folgende Länder haben FAO-Münzen herausgebracht: 
- Ägypten, Algerien,
- Bahrain, Bangladesch, Bhutan, Burma, Bolivien, Brasilien, Burundi
- Ceylon, Cook-Inseln,
- Dominica, Dominikanische Republik,
- Eswatini,
- Fidschi,
- Gambia, Ghana, Grenada[1], Guyana,
- Haiti,
- Indien, Indonesien, Isle of Man, Irak, Iran, Italien,
- Jamaika, Jemen (Nord), Jordanien, Jugoslawien,
- Kap Verde, Komoren, Kuba,
- Libanon, Liberia,
- Madagaskar, Malediven, Mali, Malteserorden, Marokko, Mazedonien, Montserrat,
- Nepal, Nicaragua, Nordkorea,
- Oman,
- Pakistan, Panama, Paraguay, Polen,
- Ruanda,
- Salomonen, Sambia, St. Christopher-Nevis-Anguilla, St. Lucia, São Tomé und Príncipe, St. Vincent, San Marino, Saudi-Arabien, Seychellen, Sierra Leone, Singapur, Somalia, Spanien[1], Sri Lanka, Sudan, Syrien,
- Taiwan,
- Tansania, Thailand, Tonga, Trinidad und Tobago, Tunesien, Türkei,
- Uganda, Ungarn, Uruguay,
- Vanuatu, Vatikanstadt, Vereinigte Arabische Emirate,
- Vietnam (Süd),
- Westafrikanische Währungsunion, Westsamoa, Zypern[2].

Adschman und Lesotho haben Goldmünzen mit FAO-Motiven herausgebracht, die aber von der FAO nicht als offizielle FAO-Münzen anerkannt wurden.

## Beispiele
- Guyana: 1 Dollar 1970, Vorderseite: Bild von Cuffy, Aufschrift: "Berbice Revolt February 23, 1763"; Rückseite: Staat, Wert, Jahr, Aufschrift: "Food for all", Bild einer Kuh und von Getreide.

- 4 Dollar 1970, Vorderseite: Aufschrift: "Inauguration of the Caribbean Development Bank", Land, Landeswappen, Jahr; Rückseite: Aufschrift: "Grow more food for all mankind", Zuckerrohr, Bananen, Wert. Münzen dieser Gestaltung wurden gleichzeitig herausgegeben von Antigua, Barbados, Dominica, Grenada, Montserrat, St. Christopher-Nevis-Anguilla, St. Lucia, St. Vincent. Sie unterschieden sich nur in Bezug auf Landesname und -wappen. Das Land St. Christopher-Nevis-Anguilla bestand zu dem Zeitpunkt de facto nur aus St. Christopher und Nevis, da Anguilla sich 1967 einseitig abgespalten und 1969 für unabhängig erklärt hatte, was aber von Großbritannien nicht anerkannt worden war.